# Abadía de Barking
La Abadía de Barking fue un antiguo monasterio real situado en Barking, en el actual municipio londinense de Barking y Dagenham. Ha sido descrito como «uno de los conventos más importantes del país».
Originariamente fue establecida en el siglo VII y a partir de finales del siglo X la abadía siguió la Regla de San Benito. Tenía una gran dote y unos ingresos considerables, pero sufrió mucho a partir de 1377, cuando el río Támesis inundó alrededor de 720 acres (290 hectáreas) de terrenos de la abadía, que no pudieron ser recuperados. A pesar de esto, en el momento de la disolución continuaba siendo el tercer convento más rico de Inglaterra.
La abadía continuó funcionando durando casi 900 años, hasta su cierre en 1539, como parte de la disolución de los monasterios del rey Enrique VIII de Inglaterra. Durante su existencia, la abadía tuvo notables abadesas, entre las que figuraron varias santas, exreinas e hijas de reyes. La abadesa de Barking tenía prioridad sobre las otras abadesas en Inglaterra.
Los restos en ruinas de la abadía de Barking ahora forman parte de un parque abierto al público conocido como Abbey Green.